# Platycopida
Platycopida – rząd skorupiaków z gromady małżoraczków i podgromady Podocopa.
Przedstawiciele rzędu mają asymetryczny, wydłużony, bocznie spłaszczony karapaks. Na całej długości wolnych brzegów klapka prawa zachodzi na lewą. U samic tylna część karapaksu rozdęta jest w komorę lęgową. Występuje sześć par przydatków, przy czym brak lokomotrorycznych. Kolankowato zgięte czułki drugiej pary mają duże, oszczecinione egzopodity złożone z dwóch podomerów. Złożone ze szczecinek grzebyki obecne są na żuwaczkach i czwartej parze przydatków. Tył ciała uzbrojony w poprzeczne listewki i dużą, blaszkowatą furkę o tęgich pazurkach.
Skorupiaki morskie.
Rząd dzieli się na trzy podrzędy: 
- †Kloedenellocopina
- Platycopina
- †Punciocopina

Opisano 126 gatunków współczesnych, zaliczanych do jednej rodziny: Cytherellidae.